# Lista de medalhistas da Final da Copa do Mundo FIG
Esta é uma lista dos medalhistas da Final da Copa do Mundo FIG.

## Ginástica acrobática

### ERA IFSA
1975
| Evento                        | Ouro                       | Prata         | Bronze             | Ref.  |
| Tumbling individual masculino | Yuri Sikunov               | Raieto Kolev  | Rostek Leszek      | [ 1 ] |
| Tumbling individual feminino  | Hadeshda Alaslobeyschikova | Vania Babkina | Elzhita Krzepowska | [ 1 ] |
| Duplas masculinas             | Soviet Union               | Switzerland   | None awarded       | [ 1 ] |
| Duplas femininas              | Bulgaria                   | West Germany  | Poland             | [ 1 ] |
| Pares mistos                  | Soviet Union               | Bulgaria      | Poland             | [ 1 ] |
| Grupo masculino               | Soviet Union               | Bulgaria      | West Germany       | [ 1 ] |
| Grupo feminino                | Poland                     | Soviet Union  | None awarded       | [ 1 ] |

## Ginástica artística feminina

### Individual geral
| Evento         | Ouro                             | Prata                    | Bronze                      |
| -------------- | -------------------------------- | ------------------------ | --------------------------- |
| Londres 1975   | Ludmilla Tourischeva             | Olga Korbut              | Marta Egervári Elvira Saadi |
| Oviedo 1977    | Maria Filatova                   | Steffi Kräker            | Natalia Shaposhnikova       |
| São Paulo 1978 | Maria Filatova                   | Silvia Hindorff          | Natalia Shaposhinokova      |
| Tóquio 1979    | Stella Zakharova                 | Nellie Kim Emilia Eberle | nenhum                      |
| Toronto 1980   | Stella Zakharova                 | Maxi Gnauck              | Steffi Kräker               |
| Zagreb 1982    | Olga Bicherova Natalia Yurchenko | nenhum                   | Lavinia Agache              |
| Pequim 1986    | Yelena Shushunova                | Daniela Silivas          | Oksana Omelyanick           |
| Bruxelas 1990  | Tatiana Lysenko                  | Svetlana Boginskaya      | Henrietta Onodi             |

### Salto
| Evento          | Ouro                                    | Prata           | Bronze               |
| --------------- | --------------------------------------- | --------------- | -------------------- |
| Sabae 1998      | Simona Amanar                           | Gina Gogean     | Kui Yuanyuan         |
| Glasgow 2000    | Elena Zamolodchikova                    | Simona Amanar   | Yoanna Skowronska    |
| Stuttgart 2002  | Elena Zamolodchikova Oksana Chusovitina | nenhum          | Verona van de Leur   |
| Birminghan 2004 | Alicia Sacramone                        | Monica Rosu     | Anna Pavlova         |
| São Paulo 2006  | Cheng Fei                               | Lais Souza      | Elena Zamolodchikova |
| Madrid 2008     | Cheng Fei                               | Ariella Kaeslin | Aagje Vanwalleghem   |

### Barras assimétricas
| Evento          | Ouro              | Prata             | Bronze             |
| --------------- | ----------------- | ----------------- | ------------------ |
| Sabae 1998      | Bi Wenjing        | Svetlana Khorkina | Liu Xuan           |
| Glasgow 2000    | Ling Jie          | Allana Slater     | Andreea Raducan    |
| Stuttgart 2002  | Oana Petrovschi   | Jacqui Dunn       | Verona van de Leur |
| Birmingham 2004 | Chellsie Memmel   | Elizabeth Tweddle | Li Ya              |
| São Paulo 2006  | Elizabeth Tweddle | Li Ya             | Dariya Zgoba       |
| Madrid 2008     | He Kexin          | Jiang Yuyuan      | Koko Tsurumi       |

### Trave
| Evento          | Ouro            | Prata                | Bronze             |
| --------------- | --------------- | -------------------- | ------------------ |
| Sabae 1998      | Liu Xuan        | Kui Yuanyuan         | Gina Gogean        |
| Glasgow 2000    | Andreea Raducan | Simona Amanar        | Ling Jie           |
| Stuttgart 2002  | Sun Xiaojiao    | Elena Zamolodchikova | Oksana Chusovitina |
| Birmingham 2004 | Catalina Ponor  | Li Ya                | Alexandra Eremia   |
| São Paulo 2006  | Li Ya           | Daniele Hypólito     | Lenika de Simone   |
| Madrid 2008     | Lauren Mitchell | Yulia Lozhecko       | Li Shanshan        |

### Solo
| Evento          | Ouro               | Prata                | Bronze                      |
| --------------- | ------------------ | -------------------- | --------------------------- |
| Sabae 1998      | Simona Amanar      | Gina Gogean          | Alena Polozkova             |
| Glasgow 2000    | Andreea Raducan    | Elena Zamolodchikova | Simona Amanar Dong Fangxiao |
| Stuttgart 2002  | Verona van de Leur | Zhang Nan            | Allana Slater               |
| Birmingham 2004 | Daiane dos Santos  | Catalina Ponor       | Cheng Fei                   |
| São Paulo 2006  | Daiane dos Santos  | Elizabeth Tweddle    | Lais Souza                  |
| Madrid 2008     | Cheng Fei          | Jiang Yuyuan         | Sandra Izbasa               |